# DirectFB
DirectFB (Direct Frame Buffer) — программная библиотека, которая предоставляет слой для создания графических окружений. DirectFB можно рассматривать как легковесную альтернативу X Window для GNU/Linux/Unix-подобных операционных систем с малым объёмом памяти, ориентированную для использования в мобильных и встраиваемых системах. DirectFB предоставляет средства для задействования аппаратного ускорения графики с использованием OpenGL, взаимодействия с устройствами ввода. Исходный код DirectFB распространяется под лицензией LGPL.
DirectFB включает сопутствующие проекты:
- Встроенную систему управления окнами, в том числе с поддержкой прозрачности — оконный менеджер SaWMan,
- Композитный менеджер ilixi compositor
- Звуковую подсистему FusionSound и
- Набор вспомогательных сервисов FusionDale.

Развивается специальный X-сервер XDirectFB для работы X11 поверх DirectFB. Также для библиотек SDL, EFL, GTK+ и Qt разрабатываются средства для работы поверх DirectFB.
Из мобильных продуктов, использующих DirectFB можно отметить мобильную операционную систему webOS, проект LinuxTV и некоторые модели телевизоров Philips, использующие платформу jointSPACE.